# Huntířov
Huntířov (en allemand : Güntersdorf) est une commune du district de Děčín, dans la région d'Ústí nad Labem, en Tchéquie. Sa population s'élevait à 807 habitants en 2021.

## Géographie
Huntířov se trouve à 7 km au nord-est de Děčín, à 23 km au nord-est d'Ústí nad Labem et à 81 km au nord de Prague.
La commune est limitée par Bynovec et Srbská Kamenice au nord, par Janská et Veselé à l'est, par Markvartice et Dobrná au sud, et par Ludvíkovice et Kámen à l'ouest.

## Histoire
La première mention écrite du village remonte à 1352.

## Patrimoine

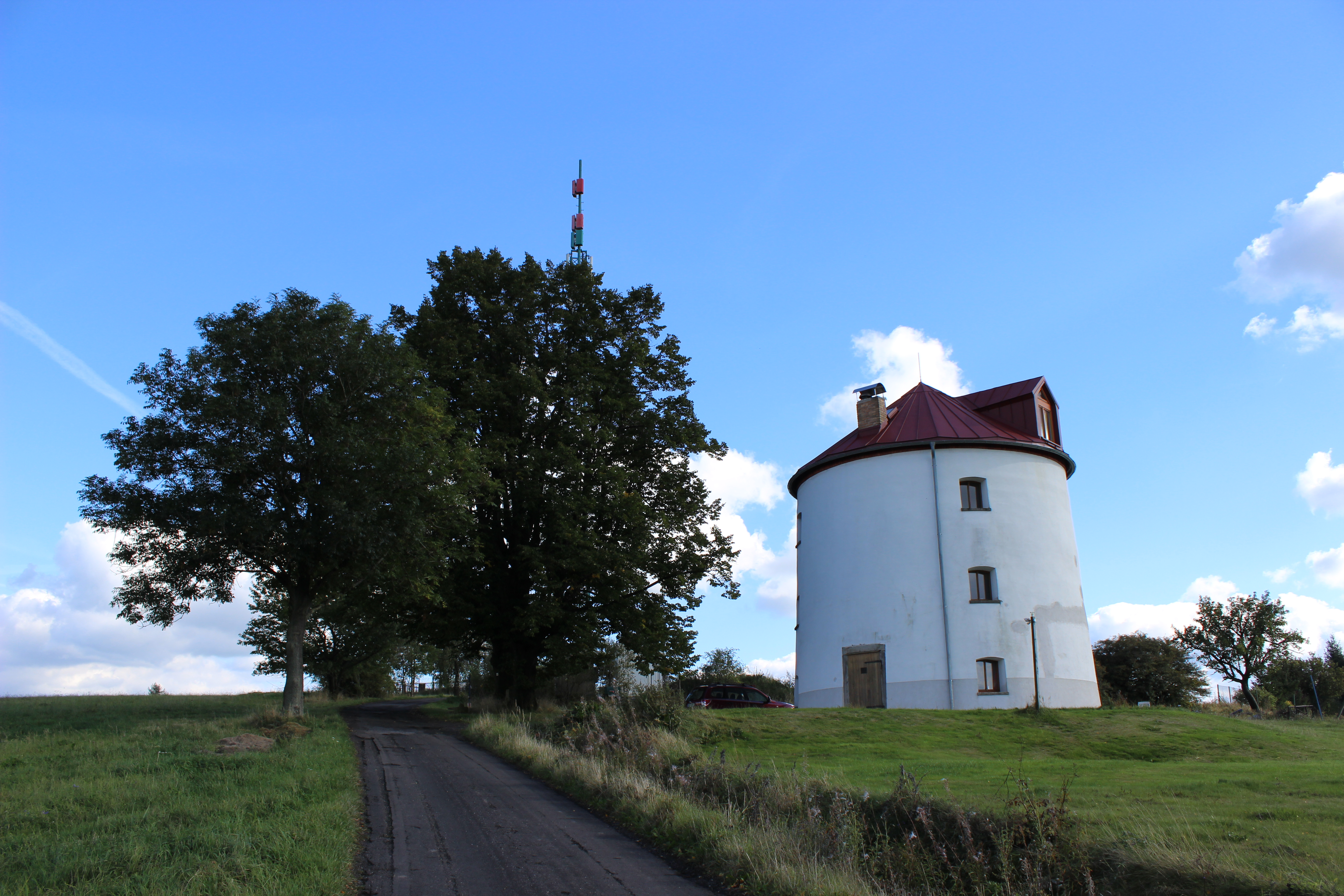
Moulin à Františkův Vrch.
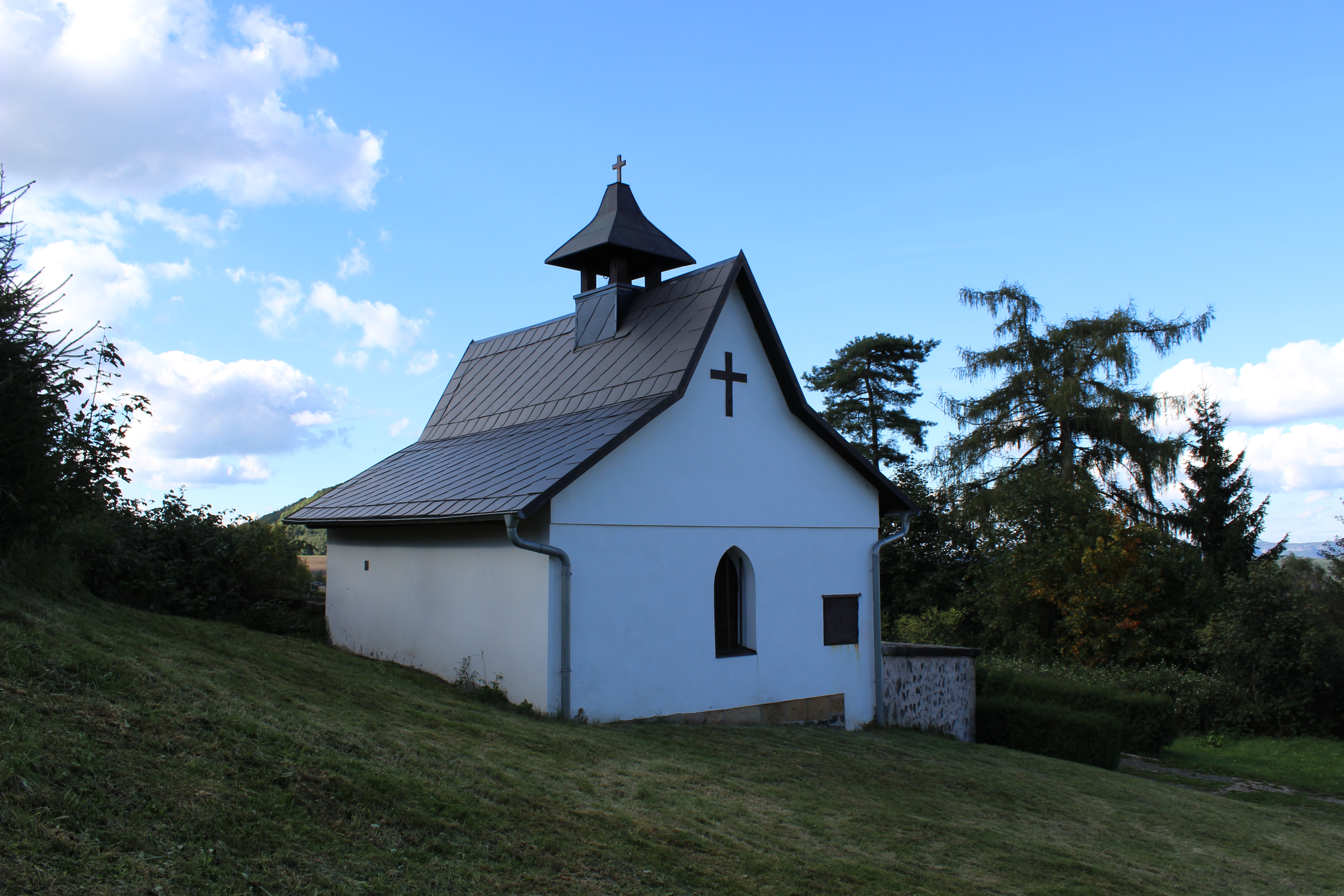
Chapelle à Huntířov.

## Administration
La commune se compose de quatre quartiers :
- Františkův Vrch
- Huntířov
- Nová Oleška
- Stará Oleška

## Transports
Par la route, Huntířov se trouve à 7 km de Děčín, à 31 km d'Ústí nad Labem et à 111 km de Prague.